# Kevin Yates (rugby à XV)
Pour les articles homonymes, voir Yates.
Pas d'image ? Cliquez ici

a Compétitions nationales et continentales officielles uniquement.

b Matchs officiels uniquement.
Kevin Peter Yates, né le 6 novembre 1972 à Medicine Hat (Alberta, Canada), est un joueur de rugby à XV anglais. Il joue en équipe d'Angleterre et évolue au poste de pilier (1,80 m pour 113 kg).

## Biographie
Il est connu pour avoir purgé une suspension de six mois après avoir mordu l'oreille du flanker des London Scotish Simon Fenn le 10 janvier 1998 alors qu'il jouait avec Bath. Il quitta l'Angleterre pour disputer le Super 12 avec l'équipe des Hurricanes avant de revenir jouer avec Sale et les Saracens.

## Carrière

### En club
- Bath Rugby  Angleterre
- Hurricanes  Nouvelle-Zélande
- 1998-2004 : Sale Sharks  Angleterre
- 2004-2008 : Saracens  Angleterre
- 2008 à ... : Rugby Nice Côte d'Azur  France

### En équipe nationale
Il a honoré sa première cape internationale en équipe d'Angleterre le 15 novembre 1997 contre l'équipe d'Argentine.

## Palmarès

### En club
- Vainqueur du challenge européen : 2002
- Vainqueur de la coupe d'Angleterre : 2004

### En équipe nationale
(À jour au 07.06.07)
- 4 sélections en équipe d'Angleterre depuis 1997
- Sélections par année : 2 en 1997, 2 en 2007